# I Forgot More Than You’ll Ever Know
I Forgot More Than You’ll Ever Know – piosenka country skomponowana i napisana w 1947 przez Cecila A. Nulla. Nagrana została jednak dopiero w 1953 przez duet The Davis Sisters, w którego skład wchodziły Skeeter Davis i Betty Jack Davis. Utwór był pierwszym przebojem dla formacji, i równocześnie ich jedynym, ponieważ Betty Jack zginęła w wypadku samochodowym, w tygodniu, w którym wydawnictwo trafiło na rynek. Blisko 20 lat później (1972), piosenka w wykonaniu Jeanne Pruett znalazła się na pozycji 60. listy przebojów Billboard Country Singles.

## Tekst
Słowa piosenki przedstawiają historię byłej dziewczyny młodego mężczyzny, ostrzegającej jego obecną dumną i bezwzględną kochankę, która ukradła jej miłość, że ona także pewnego dnia go straci – „when his love goes cold”.

## Popularność
Utwór „I Forgot More…” był wielkim przebojem, który okazał się wyłącznym numerem jeden na zestawieniach muzyki country, nagranym przez kobiecy duet, aż do pojawienia się The Judds około trzydzieści lat później. Piosenka utrzymywała się na pozycji pierwszej przez osiem tygodni. Według historyka list przebojów Joela Whitburna, ten utwór znajduje się wśród stu przebojów wszech czasów muzyki country.

## Wersje innych wykonawców

### Wersja Boba Dylana
Pod koniec kwietnia 1969 Bob Dylan nagrał utwór, który wydany został na jego albumie Self Portrait w czerwcu 1970. Dylan znał ten utwór już przed jej nagraniem, o czym świadczy film z tournée po Wielkiej Brytanii w 1965 Dont Look Back; artysta wykonuje tę kompozycję w pokoju hotelowym.

#### Sesje nagrań
Utwór ten został nagrany na pierwszej i drugiej sesji do albumu 24 i 26 kwietnia 1969. Plonem tych sesji były także: „Living the Blues”, „Spanish Is the Loving Tongue”, „Take Me as I Am (or Let Me Go)”, „A Fool Such as I”, „Let It Be Me” i „Running”.

#### Specyfikacja utworu
Biorąc pod uwagę wyjątkową konwencję wykonywania piosenek country, jest to jeden z najlepiej zaśpiewanych przez Dylana utworów na albumie. Jest śpiewany „trzecim” głosem Dylana. „Pierwszy” głos Dylana, to głos, którym wykonywał piosenki od początku kariery do momentu wypadku w 1966. „Drugi” głos zaprezentował Dylan na albumie John Wesley Harding. „Trzeci” głos pojawił się na albumie Nashville Skyline (1969).
Kompozycja utrzymana jest w rytmie na 3/4 (walc).
Najlepsze aranżacje utworu przez Dylana pochodzą z tournée Świątynie w płomieniach odbytego w 1986, wraz z zespołem Tom Petty and the Heartbreakers.

#### Muzycy
Sesje 1 i 2
- Bob Dylan – gitara, harmonijka, wokal, pianino
- Norman Blake – gitara
- Fred Carter Jr. – gitara
- Pete Drake – elektryczna gitara hawajska
- Bob Moore – gitara basowa
- Bill Pursell – pianino
- Kenneth Buttrey – perkusja

### Pozostałe covery
Źródło
- 1962 – Patti Page
- 1962 – Johnny Cash – box set The Man in Black 1959–1962 (1991)
- 1971 – Jerry Lee Lewis
- 1979 – Wanda Jackson – Greatest Hits[10]
- 1986 – Elvis Costello (z Tomem Waitsem) – Such Unlikely Covers[11]
- 1990 – Jann Browne – Tell Me Why
- 1993 – Dolly Parton, Tammy Wynette, Loretta Lynn – Honky Tonk Angels